# Photedes captiuncula
Photedes captiuncula là một loài bướm đêm trong họ Noctuidae.

## Hình ảnh

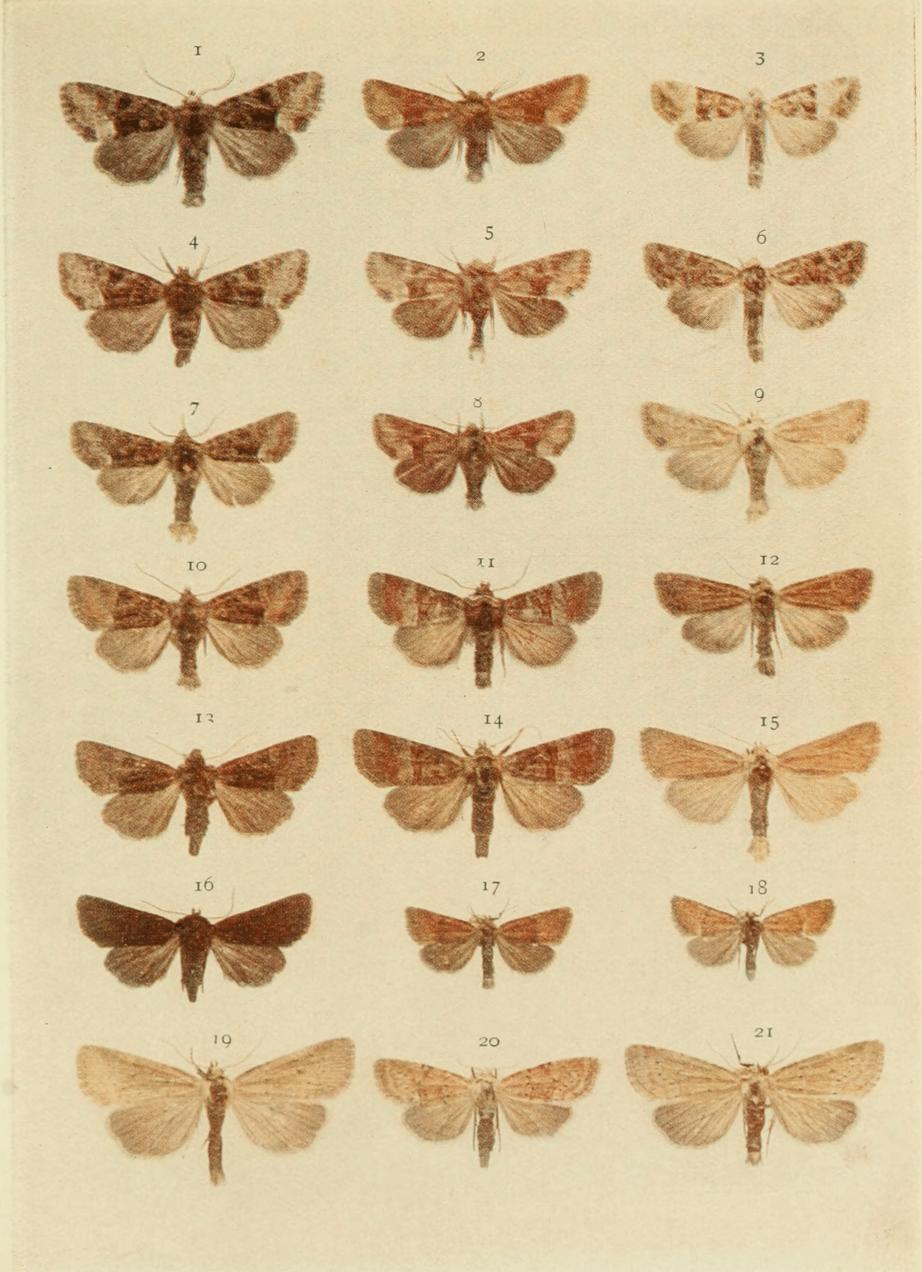